# Александра Адамська
Александра Адамська (пол. Tadeusz Różewicz; 15 червня 1990, Катовіце, Польща) — польська актриса кіно і театру.

## Життя та творчість
Закінчила середню школу імені Ігнація Яна Падеревського в Катовіце. У 2015 році закінчила акторський факультет Краківської Академії театрального мистецтва імені Станіслава Виспянського за спеціальністю вокал та акторська майстерність. Виступала, зокрема, у Музичному театрі у Глівіце, Драматичному театрі у Варшаві, Музичному театрі Капітолій у Вроцлаві.
Володіє англійською, німецькою та іспанською мовами. Захоплюється катанням на лижах і ковзанах, плаванням, акробатикою та основами верхової їзди. Танцює у фольклорному колективі Сілезької політехніки — Dąbrowiacy, з яким відвідала кілька країн світу (в тому числі Францію, Грецію, Китай, Словенію), здобувши численні призи та нагороди. Брала участь у Конгресі талановитих людей Європи у Варшаві та виступала, зокрема, у Сілезькій філармонії.
Широку популярність їй принесла роль Патриції Чічі в серіалі «Сказана» (з 2021 року), що виходить на каналах Player і TVN. На хвилі популярності серіалу був створений спіноф про цю героїню під назвою «Паті / Pati» (2023).

## Фільмографія
| Рік            | Назва українською мовою     | Назва мовою оригіналу | Роль                            | Коментарі                  |
| -------------- | --------------------------- | --------------------- | ------------------------------- | -------------------------- |
| 2011 рік       | Перше кохання               | Pierwsza miłość       | клієнт пабу «Варвар».           |                            |
| 2012 рік       | Юлія                        | Julia                 | репортер                        | еп. 77, 78                 |
| 2013 рік       | Готель 52                   | Hotel 52              | Кароліна Малічка                | еп. 86                     |
| 2014 рік       | Сама солодкість             | Sama słodycz          | дівчина на курсі в мовній школі | еп. 5                      |
| 2014 рік       | Місто 44                    | Miasto 44             | наречена німецького офіцера     |                            |
| 2015 рік       | До стелі!                   | Aż po sufit!          | дівчина                         | еп. 3                      |
| 2016 рік       | Другий шанс                 | Druga szansa          | актриса Лаура                   |                            |
| 2016 рік       | #Уседобре                   | #WszystkoGra          | подруга прабабусі               |                            |
| 2017 рік       | Прекрасна епоха             | Belle Epoque          | сестра Марта                    | еп. 3                      |
| 2017 рік       | Напад паніки                | Atak paniki           | Аліція, подруга Каміли          |                            |
| 2017–2019 роки | Діагностика                 | Diagnoza              | стажист Дагмара Мазурек         |                            |
| 2017–2020 роки | Плювати на мене             | O mnie się nie martw  | Сильвія Малецька                |                            |
| 2018 рік       | Любов — це все              | Miłość jest wszystkim | Ванда Ожеховська                |                            |
| 2020 рік       | Царство жінок               | Królestwo kobiet      | Вероніка Клін                   |                            |
| з 2021 року    | Засуджений                  | Skazana               | Патриція «Паті» Чичи            |                            |
| 2021 рік       | Хрестовий похід. Закон ряду | Krucjata. Prawo serii | журналіст Пауліна Клейна        |                            |
| 2022 рік       | Родинні таємниці            | Gry rodzinne          | Агнес                           |                            |
| 2022 рік       | Ідеальне весілля            | Ślub doskonały        | Наречена                        |                            |
| 2023 рік       | Паті                        | Pati                  | Патриція «Паті» Чичі            | спін-офф серіалу Засуджені |
| 2023 рік       | Ловець душ                  | Operacja: Soulcatcher | «Шторм»                         |                            |

## Театр
Джерело: YAP

### Музичний театр Глівіце
- 2009: Шкільний мюзикл — Тейлор Маккессі
- 2010: Волосся — Джинні

### Драматичний театр у Варшаві
- 2012: Оперета за мотивами Вітольда Ґомбровича — Альбертинка

### Театр PWST
- 2013: Любов і гроші Денніса Келлі — Джессі
- 2014: Диплом з космосу — Кітті

### Музичний театр Капітолій у Вроцлаві
- 2013: Майстер і Маргарита — громадянка
- 2013: Три веселі гноми — Висока трава
- 2014: Життя Маріан за Хельгесом Лебеном
  - Мати Мар'яна
  - Страх Тіни
- 2014: Дев'ять — Ліна Дарлінг
- 2014: Я люблю тебе. Я теж — Бамбу Генсбур
- 2014: Щуряча зграя, або Сінатра з друзями — Мерилін Монро
- 2015: Я, Пьотр Рів'єр… — Obrzympałowa
- 2015: Три мушкетери — Констанс Бонасьє

### Театр ляльок і актора Алойзі Смолка в Ополе
- 2014: В очікуванні дощу — Пенелопа

### Національний Старий Театр у Кракові
- 2014: Стара жінка висиджує за Тадеушем Ружевичем — дівчина

### Вроцлавський сучасний театр
- 2015: Кінець світу в Бреслау — Інге Гансеріх

## Дискографія
- 2016: «Ніхто не поверне ці роки / Tych lat nie odda nikt» — виконання пісні разом зі Станіславою Целінською, Елізою Райцембель, Аґнєшкою Павелкевич у фільмі #wszystGra[10].

## Нагороди
- 2016: Приз за жіночу роль у фільмі «Америка» на Міжнародному фестивалі середнього метру «La Cabina» у Валенсії[10].